# متانة

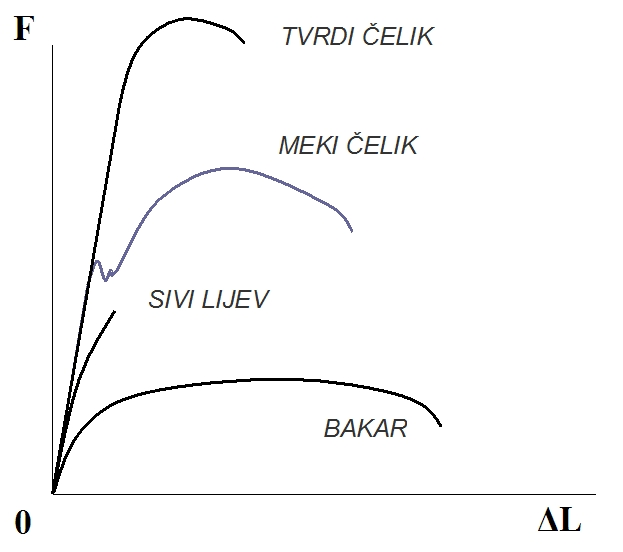

المتانة في علم المواد وعلم السبائك هو مقاومة المادة للكسر عندما تتعرض للإجهادات.

## تعريفها
تعرف بكمية الطاقة في حجم المادة التي تستطيع امتصاصها قبل الانكسار. كما تعرف بأنها المساحة تحت كامل منحني الإجهاد-الانفعال (الانفعال المرن+ اللدن) حتى الانكسار وهو نفسه أيضا قياس المطيلية. تعكس متانة المواد قدرتها على امتصاص الطاقة وهذا يعتمد على شروط الاختبار (أي معدل الأجهاد) وعلى العيوب في العينة (أي الثلم). تكون المواد السيراميكية عادة ذات رجوعية عالية ولكنها ذات متانة منخفضة لأن المنطقة اللدنة محدودة جدا. تكون المعادن متينة لأن لها منطقة لدنة كبيرة، ولكنها قد تتصف برجوعية منخفضة.

## وحدة المتانة
وحدة المتانة هي (الإجهاد*الانفعال) أو (القوة/السطح)*(المسافة/المسافة) أو (الطاقة/الحجم). وتقاس إذن بالجول في المتر المكعب J/m3 في نظام الوحدات الدولي.

## المقاومة والمتانة
المقاومة والمتانة مترابتطان تماما. فقد تكون المادة مقاومة ومتينة إذا انكسرت عند قيم انفعال عالية مبدية قوة عالية، ومن جهة أخرى فإن المواد القصفة قد تكون مقاومة قوية لكنها ذات قيم انفعال محددة وبالتالي فهي ليست متينة، وبعموم الكلام فإن المقاومة تدل على مقدار القوة التي تتحملها المادة في حين أن المتانة تدل على مقدار الطاقة التي يمكن للمادة أن تمتصها قبل الانكسار.

## اقرأ أيضا
- الرجوعية